# Edelmetaal

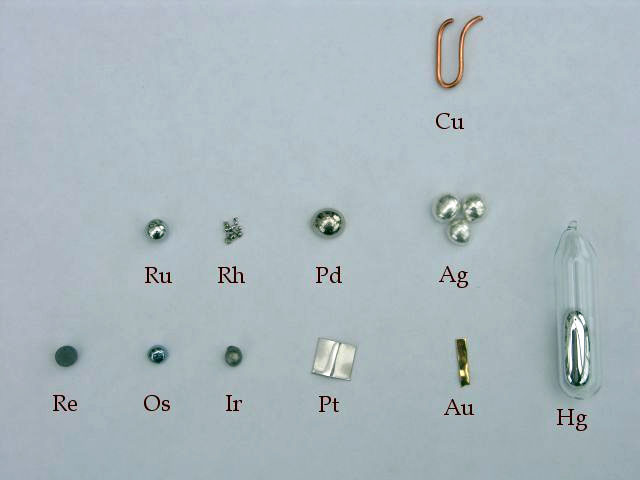
De edelmetalen, samen met de niet-edelmetalen koper, renium en kwik geordend volgens hun plaatsen in het periodiek systeem

Een edelmetaal is een metaal dat bestand is tegen corrosie en oxidatie. Om deze reden worden edelmetalen voor sieraden gebruikt.
Voorbeelden van een edelmetaal zijn goud en platina. Deze blijven er altijd even mooi uitzien. Iets minder edel is bijvoorbeeld zilver, dat na verloop van tijd zwart wordt, maar met even poetsen weer mooi te krijgen is. Nog wat onedeler is koper, dat slaat op den duur groen uit. IJzer is nog onedeler, dat verroest helemaal. Toch is dat laatste niet allesbepalend: neem bijvoorbeeld zink, dat weer en wind trotseert als bijvoorbeeld dakgoot. Dit is toch meer onedel dan ijzer.
In Nederland worden de voor de handel bestemde siervoorwerpen, sieraden en tafelgerei van platina, goud en zilver van een jaarletter en een gehalteteken voorzien. 
Edelmetalen werden gebruikt als ruilmiddel: ze waren zo gewild dat wie goud of zilver had, deze metalen voor vrijwel alles kon ruilen. Ook waren de metalen zeldzaam (maar niet té zeldzaam), raakten ze niet snel aangetast en hadden ze een redelijk stabiele waarde. Hierdoor konden de metalen als geld gebruikt worden. Ook later, na de introductie van papiergeld, werden veel valuta gerelateerd aan de waarde van goud of zilver (gouden standaard, zilveren standaard, dubbele standaard).
Chemisch beziet men het als volgt: een onedeler metaal kan uit een oplossing van een edeler metaal, dat edelere metaal 'verdringen', dat wil zeggen dat het onedelere metaal in oplossing gaat en het edelere metaal uit de oplossing wordt neergeslagen. Bijvoorbeeld een ijzeren spijker in een oplossing met koper laat de spijker verkoperen: het ijzer neemt de plaats van het koper in de oplossing in en het koper komt op de spijker terecht. Alle metalen kunnen op deze manier in een volgorde gezet worden die de spanningsreeks der metalen genoemd wordt, met aan de ene kant het meest edele en aan de andere kant het meest onedele metaal.
Tegenwoordig spreekt men in de vakliteratuur niet meer van edel en onedel, maar van respectievelijk zwakke en sterke reductoren. De metaalionen die na de reductie gevormd zijn worden de geconjugeerde oxidatoren ('die hun afgestane elektron(en) terugwillen') genoemd, en zijn in die hoedanigheid ook weer van sterk naar zwak in te delen; zie ook het artikel 'redoxreactie'. De edelmetalen goud en platina willen niet graag een elektron afstaan om in oplossing te gaan of om een zout te vormen: het zijn zwakke reductoren. De zeer onedele metalen natrium en kalium willen dat juist heel graag en zijn dus erg sterke reductoren. Een blokje natrium zal uit zichzelf al met het vocht in de lucht reageren en wanneer men het in het water gooit volgt een heftige chemische reactie. Hieruit volgt ook logisch dat naarmate een metaal edeler is, de kans toeneemt dit metaal (bijvoorbeeld goud) als 'gedegen' (enkelvoudige stof) in zijn erts aan te treffen. Een onedel metaal als kalium daarentegen komt door zijn grote reactiviteit in de natuur uitsluitend voor als samengestelde stof, bijvoorbeeld als potas, het zout van kalium en carbonaat. Sommige edelmetalen kunnen wel worden aangetast door zeer reactieve stoffen, zoals koningswater.

## Edelmetalen
- Platina
- Goud
- Zilver
- Rodium
- Osmium
- Palladium
- Iridium
- Ruthenium